# 작은긴귀박쥐
작은긴귀박쥐(Nyctophilus geoffroyi)는 애기박쥐과에 속하는 박쥐의 일종이다. 오스트레일리아의 토착종이다.

## 특징
작은 크기의 박쥐로 머리부터 몸까지 몸길이는 38~50mm, 전완장은 31~42mm, 꼬리 길이는 31~40mm이다. 귀 길이는 18~25mm이고 몸무게는 최대 10.2g이다.

## 분포 및 서식지
퀸즐랜드주 북부-동부 지역을 제외한 오스트레일리아 대륙 전역에 널리 분포한다.

## 아종
- Nyctophilus geoffroyi geoffroyi Leach, 1821
- Nyctophilus geoffroyi pacificus Gray, 1831
- Nyctophilus geoffroyi pallescens Thomas, 1913